# سيماشوس
البابا سيماكو (بالإيطالية: Papa Simmaco) أو القديس سيماكو (وفيات 19 يوليو 514) كان بابا من 498 إلى 514.
ولد سيماكوس في سردينيا وعُمد في روما. وأصبح رئيس شمامسة للكنيسة تحت قيادة البابا أناستاسيوس الثاني الذي سبقه في منصب البابوية.
انتخب سيماكوس كبابا في 22 نوفمبر 498 وظل بابا حتى وفاته روما في 19 يوليو 514 ليخلفه هورميسيداس في كرسي البابوية.